# Jaroslav Plašil
Jaroslav Plašil (født 5. januar 1982) er en tjekkisk fodboldspiller som spiller for Girondins Bordeaux i den franske Ligue 1. Han har spillet på Tjekkiets landshold siden 2004.

## Klubkarriere
Som 18-årig fik Plašil kontrakt med den franske klub AS Monaco i 2000. De første to sæsoner spillede han kun 8 kampe fra start, og blev derefter udlånt til Ligue 2-klubben US Créteil. Efter godt spil for Créteil vendte Plašil tilbage til Monaco i begyndelsen af 2003-sæsonen, og de næste fire år havde han fast plads på startopstillingen. Her var han blandt andet med til at nå finalen i UEFA Champions League i 2004, der dog blev tabt til portugisiske FC Porto.
I 2007 forlod Plašil efter over 100 ligaoptrædener Monaco og skrev kontrakt med den spanske La Liga-klub CA Osasuna. Her spillede han de to følgende sæsoner, inden han i sommeren 2009 rejste tilbage til Frankrig og de nykårede mestre fra Girondins Bordeaux.

## Landsholdkarriere
Plašil har repræsenteret Tjekkiet under EM 2004, VM 2006 og EM 2008. Han står (pr. april 2018) noteret for 103 landskampe og syv scoringer.

### EM 2008
15. juni, i Tjekkiets sidste kamp i Gruppe A mod Tyrkiet, scorede Plašil i det 62. minut og øgede holdets føring til 2-0. Dermed troede de fleste at Tjekkiet ville gå til kvartfinalen mod Kroatien. Tyrkiet slog imidlertid tilbage og scorede tre mål i løbet af det sidste kvarter, og dermed gik Tyrkiet videre på bekostning af Tjekkiet.